# Sognando l'Africa
Sognando l'Africa (I Dreamed of Africa) è un film del 2000 diretto da Hugh Hudson, tratto dal romanzo autobiografico di Kuki Gallmann Sognavo l'Africa.
Fu presentato nella sezione Un Certain Regard del 53º Festival di Cannes.

## Trama
(Tagline del film)
1970. Kuki è una donna divorziata, che vive con il figlio Emanuele, di 7 anni, a Venezia, mentre il suo ex-marito è rimasto negli Stati Uniti, con la sua nuova moglie. Una sera, lei esce con degli amici, ma rimane coinvolta in un incidente stradale; lei viene ricoverata in ospedale e lì conosce Paolo Gallman, di cui si innamora. Tempo dopo, i due si sposano e Kuki decide di andare a vivere in Africa, con il marito e il figlio.
Arrivati in Kenya, vanno ad abitare in una tenuta di 400 km quadrati, dove Kuki inizia la sua nuova vita da sogno, dove viene ben presto avvolta dal fascino del paese. Lì, lei perderà di vista Emanuele, che andrà a studiare in collegio. Qualche anno dopo, Kuki rimane incinta di Paolo, da cui avrà una figlia, Sveva. Ma prima di mettere al mondo la piccola, Paolo muore in un incidente stradale tra Mombasa e Nairobi. Anni dopo, Emanuele (ora diciassettenne) torna a vivere con la madre, ma morirà per una tragica fatalità.
Anche se l'Africa le ha tolto le cose più importanti della vita, Kuki rimane a vivere nelle terre che tanto l'avevano affascinata, creando nel 1984 la "Gallmann Memorial Foundation".

## Produzione
Sognavo l'Africa, il romanzo biografico, da cui è tratto il film, è stato pubblicato nel 1991 dalla Arnoldo Mondadori Editore ed in seguito ripubblicato in occasione dell'uscita del film. Il film è stato girato in Sudafrica, a Castelfranco Veneto, ad Asolo e a Venezia. Il film è uscito in Italia il 26 maggio 2000.

## Riconoscimenti
- 2000 - Razzie Awards
  - Nomination Peggior attrice protagonista a Kim Basinger